# 張慶澍
張慶樹（1895年—1942年），字雨村，生于山东省东阿县，中華民國少將。他為抗日战争期間陣亡的中國軍方高級將領之一。
保定陆军军官学校第三十八期学员。毕业后，加入东北军，在于学忠部任职。張慶樹為隸屬山東的魯蘇戰區游擊隊，是為該游擊隊高級少將參謀，1942年8月，他於一場大型戰役中，陣亡於山東莒县唐王山。